# Ціанід калію
Ціанід калію, або ціанистий калій — калієва сіль синильної кислоти, хімічна формула KCN. Безбарвні кристали, за фактурою і розмірами нагадують цукровий пісок. Добре розчинний у воді (41,7 % по масі при 25 °C, 55 % при 100 °C). Погано розчинний в етанолі, не розчиняється у вуглеводнях.
Водний розчин ціаніду калію для деяких людей має запах гіркого мигдалю, для деяких залишається без запаху. Передбачається, що це розходження обумовлене генетично.

## Отримання
Ціанід калію в лабораторії отримують взаємодією ціановодню з гідроксидом калію:
{\displaystyle {\rm {{HCN}+{\rm {{KOH}\rightarrow {\rm {{KCN}+{\rm {H_{2}O}}}}}}}}}
Також ціанід калію можна отримати з хлороформу, аміаку і гідроксиду калію:
{\displaystyle {\rm {{CHCl_{3}}+{\rm {{NH_{3}}+{\rm {{4KOH}\rightarrow {\rm {{KCN}+{\rm {{3KCl}+{\rm {4H_{2}O}}}}}}}}}}}}}

## Хімічні властивості
Оскільки синильна кислота, відповідна ціанід-іону, дуже слабка, то ціанід калію легко витісняється з солей сильнішими кислотами. Так, наприклад, на повітрі ціанід калію з часом перетворюється в нетоксичний карбонат калію (поташ) в результаті реакції з  вуглекислим газом і водою:
{\displaystyle {\rm {{2KCN}+{\rm {{CO}_{2}+{\rm {{H_{2}O}\rightarrow {\rm {{K_{2}CO_{3}}+{\rm {{2HCN}\uparrow }}}}}}}}}}}
Формально, в цьому процесі бере участь нестабільна слабка вугільна кислота, яка витісняє з солі синильну кислоту.

## Токсичність
Дуже сильна неорганічна отрута. При потраплянні через травну систему смертельна доза людини 1,7 мг/кг. Смерть може спричинити доза від 140 мг. Уповільнення дії можливо при заповненні шлунка їжею.
Антидотними властивостями володіють метгемоглобіноутворюючі речовини, що містять сірку і вуглеводи. До метгемоглобіноутворювачів відносяться антіціан, амілнітріт, азотистокислий натрій, метиленовий синій. Вони окислюють залізо гемоглобіна, перетворюючи його в метгемоглобін.

## Вплив на організм
Ціанід калію є потужним інгібітором. При потраплянні в організм він блокує клітинний фермент цитохром с-оксидази, в результаті чого клітини втрачають здатність засвоювати кисень з крові і організм гине від внутрішньотканинної гіпоксії.
Цікаво, що на деяких тварин дана отрута не діє або діє дуже слабо: наприклад, на їжаків звичайних.

## Застосування
Застосовується в процесі видобутку золота та срібла з руд (ціанування):
{\displaystyle {\rm {{4Au}+{\rm {{8KCN}+{\rm {{O_{2}}+{\rm {{2H_{2}O}\rightarrow {\rm {{4K[Au(CN)_{2}]}+{\rm {4KOH}}}}}}}}}}}}},
а також в  гальванотехніці цинку, кадмію, міді, срібла і золота, в тому числі для  ювелірної справи.